# Tsukurikomi

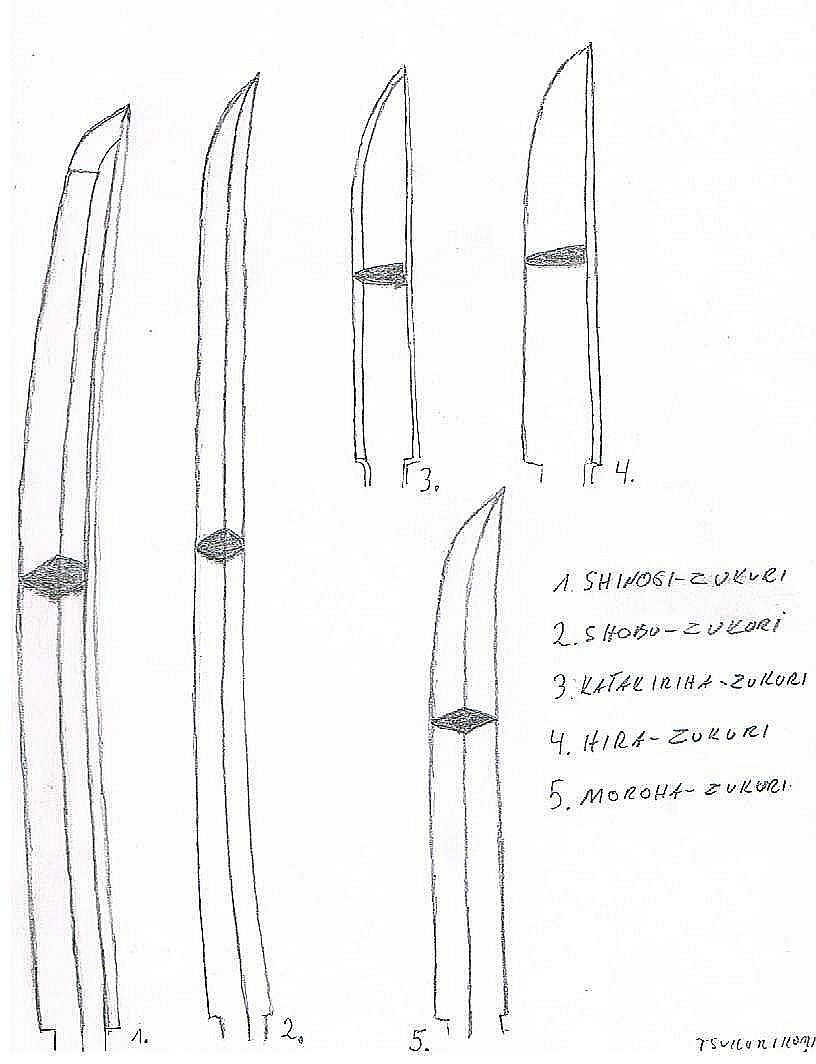
Typen der Klingenform

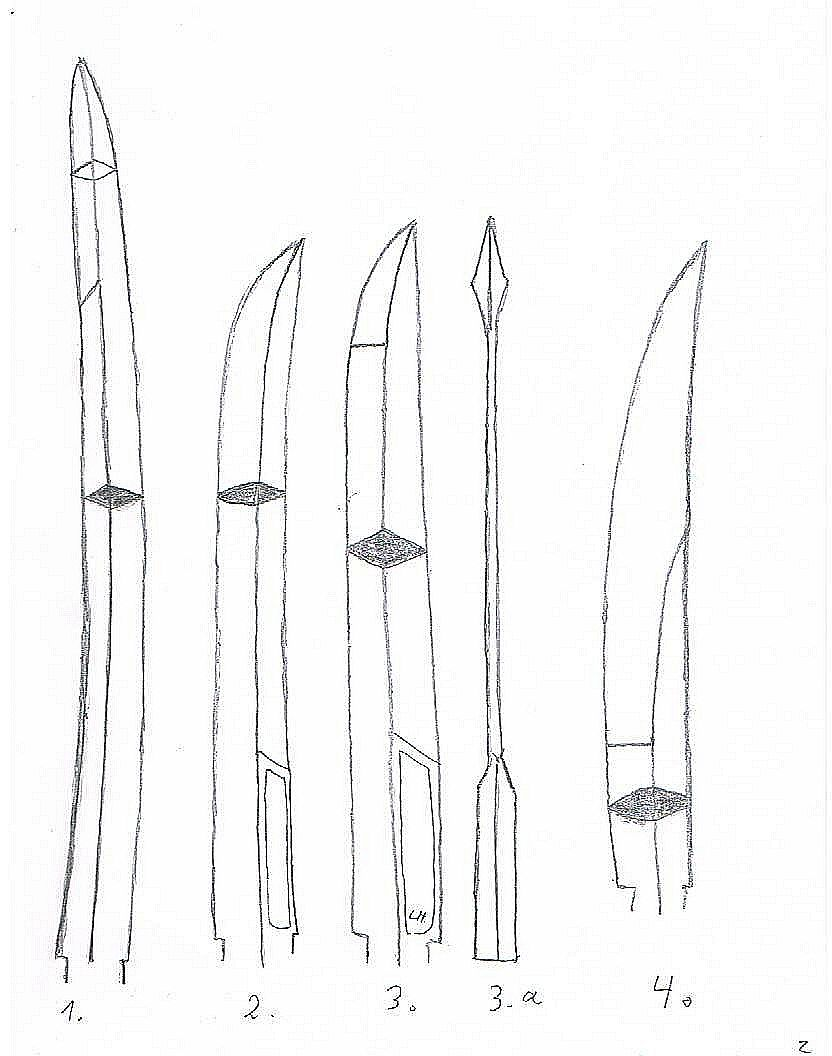
Typen der Klingenform

Tsukurikomi (japanisch 造り込み) beschreibt die Form und den Querschnitt von japanischen Klingen.

## Beschreibung
Es gibt verschiedene Bezeichnungen, die die Unterschiede in der Klingenform und deren Querschnitt bezeichnen.
Diese sind:

(oberes Bild)
1. Shinogi-zukuri (鎬造り): Diese Klingen haben ein Shinogi (Gratlinie) nah an dem Mune (Klingenrücken). Sie besitzen ein Yokote und Sori (gebogene Klinge) und wurden nach der Heian-Zeit (etwa 987) hergestellt. Man kennt diese Klingen auch unter dem Begriff Hon-zukuri (本造り).
2. Shōbu-zukuri (菖蒲造り): diese Klingen gleichen in der Konstruktion den Shinogi-zukuri-Klingen, haben jedoch kein Yokote. Sie haben eine „scharfe“ Form und Ähnlichkeit mit einem Iris-Blatt. Man verwendete diese Klingenform bei Tantō und Wakizashi in der Muromachi-Zeit.
3. Katakiriha-zukuri (片切刃造り): Bei diesem Typ ist eine Seite der Klinge ein Hira-zukuri oder Shinogi-zukuri, während die andere Seite in Kiriha-zukuri gearbeitet ist. Dieser Typ wurde am Ende der Kamakura-Zeit erstmals benutzt. Er war stärker verbreitet zu Beginn (1586–1643) und zum Ende (1781–1967) der Edo-Zeit.
4. Hira-zukuri (平造り): Die Klingen dieses Typ haben kein Shinogi (Gratlinie auf der Klingenseite) und kein Yokote (Trennlinie zwischen Klingenspitze und der übrigen Klinge). Diese Form trat zum ersten Mal an frühen Tachi auf. Tanto und Ko-Wakizashi, die nach der Heian-Zeit gefertigt wurden, sind oft vom Typ Hira-zukuri.
5. Moroha-zukuri (両刃造り): Es handelt sich hierbei um eine zweischneidige Klinge (moroha), bei der im Gegensatz zum Ken (auch Tsurugi) beide Seiten ungleich geformt sind. Diesen Typ, der auch gebogen sein kann, sieht man an Tanto-Klingen, die nach der Mitte der Muromachi-Zeit (etwa 1467) gefertigt wurden.
6. Kiriha-zukuri (切刃造り; ohne Abbildung): Bei diesem Typ gibt es wenig oberhalb der Schneide eine Gratlinie, die einem Shinogi gleicht. Das Shinogiji (seitliche, plane Fläche auf der Klinge) ist sehr breit gestaltet. Dieser Typ hat sich aus dem Hira-zukuri-Typ entwickelt. Man findet ihn nur an sehr alten Klingen.

(unteres Bild)
1. Kissaki-moroha-zukuri (切先両刃造り): Das Kissaki ist auf beiden Seiten geschliffen. Der unter dem Kissaki liegende Teil der Klinge ist anders geformt als das Kissaki. Dieser Typ wurde erstmals während der Nara-Zeit benutzt und von späteren Klingenschmieden kopiert. Das berühmte Schwert Kogarasu-maru, ein Familienschatz der Heike (die größte Kriegerfamilie Japans in der Heian-Zeit), ist von diesem Typ. Es hat ein flaches Sori und die Klinge auf der Mune-Seite ist nur an der oberen Hälfte, zur Spitze hin, geschliffen. Klingen dieser Art werden auch nach dem erwähnten Schwert der Heike Kogarasu-maru-zukuri (小烏丸造り) genannt.
2. Kanmuri-otoshi-zukuri (冠落とし造り). Bei diesem Typ ist die untere Klingenhälfte zum Griff hin im normalen Shinogi-zukuri-Typ gefertigt, jedoch ist das Shinogiji diagonal eingeschnitten, was sie einem Shōbu-zukuri-Typ ähnlich macht. Man findet diesen Klingentyp oft an Schwertern, die in der Provinz Yamato und Schwertschmiedeschulen aus dieser Region zu Beginn der Kamakura-Zeit gefertigt wurden.
3. U-no-kubi-zukuri (鵜の首造り): Bedeutet „Nacken des Kormorans“. Dieser Typ gleicht den Typ Kanmuri-otoshi-zukuri mit dem Unterschied, dass die Mitte des Shinogi (seitliche Gratlinie) schräg gearbeitet ist, während der untere Teil und das Kissaki normal geformt sind. Manche Versionen haben eine Yokote (Trennlinie zwischen Kissaki und übriger Klinge).
4. Osoraku-zukuri (おそらく造り): osoraku bedeutet "wahrscheinlich". Dieser Typ besitzt ein sehr langes Kissaki, das manchmal sogar länger als die restliche Klinge ist. Dieser Typ ist sehr selten und man findet ihn ausschließlich auf Tantō- und Wakizashi-Klingen. Dieser Typ wurde erstmals von dem Schwertschmiedemeister Shimada Sukemune verwendet, der das Wort Osoraku in japanischer Schrift in eine dieser Klingen gravierte. Es heißt, dass diese Klinge für Katagiri Katsumoto, einen berühmten General der Sengoku-Zeit, bestimmt war.